# Carlo Scarpa
Pour les articles homonymes, voir Scarpa.
Carlo Scarpa, né le 2 juin 1906 à Venise et mort le 28 novembre 1978 à Sendai, est un architecte et designer italien.

## Biographie

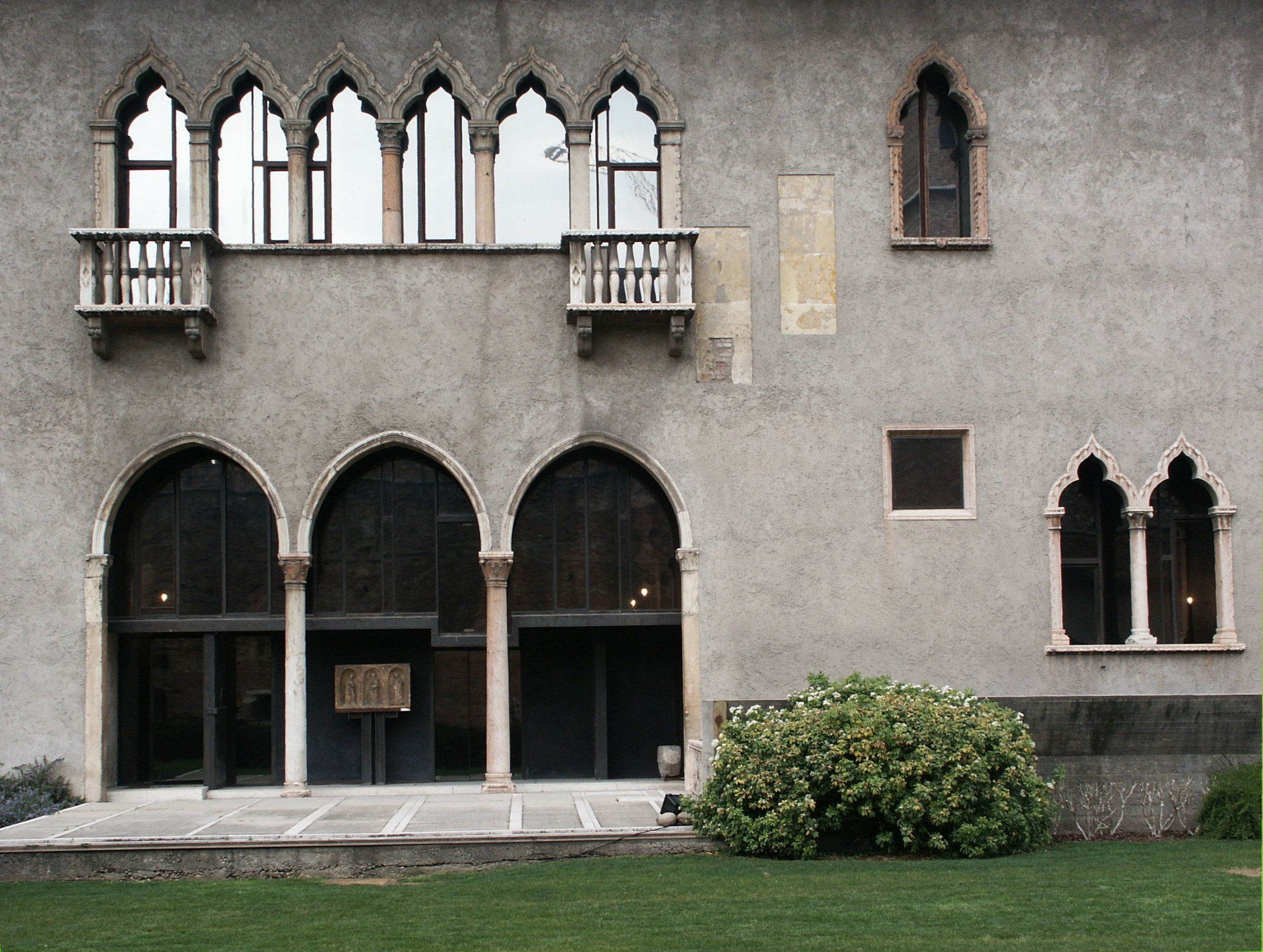
Musée de Castelvecchio

Sa famille s'installe à Vicence en 1908 puis, au décès de la mère, survenu en 1919, Carlo, son père, instituteur, et son frère retournent vivre à Venise.
Carlo Scarpa est admis à l'Accademia di Belle Arti de Venise en 1920, après un 1er essai infructueux et, simultanément à ses études, il travaille dans l'agence de l'architecte vénitien Vincenzo Rinaldo ; il obtient, en 1926, son diplôme de dessinateur d'architecture puis il est l'assistant du professeur Guido Cirilli à la faculté d'architecture de Venise où, en 1933, il est chargé de cours. 
Il entre tout d'abord en contact avec les industriels du verre de Murano et tout particulièrement les verreries Cappellin, dont il devient le conseiller artistique, et Venini, en 1933 pour qui il crée des objets en verre durant plus de 14 ans. Les possibilités plastiques du verre stimulent en lui une recherche et une expérimentation constantes sur le détail.
Ce même soin se retrouve les années suivantes dans ses restaurations et mise en scène de ses œuvres, qui se distinguent par le raffinement, l'expressivité des différents matériaux, l'alternance de nuances chromatiques et la juxtaposition de propriétés tactiles (surfaces lisses et rugueuses ou rêches), la clarté conceptuelle entre éléments horizontaux et éléments verticaux.
En 1942, il est le scénographe de la Biennale de Venise, la 1re d'une collaboration qui dure 30 ans.
Dans les années 1950, il excelle dans la restauration et le réaménagement de musées ; ainsi, les restaurations du palais Abatellis à Palerme en 1953, du musée de Castelvecchio à Vérone en 1956 puis, l'année suivante, de la Quadreria du musée Correr à Venise ; en 1955, l'extension de la Gipsoteca Canoviana à Possagno.
Il restructure également des magasins, ceux d'Olivetti sis place saint Marc à Venise, de Gavina à Bologne et des locaux de société, ceux du siège de la Banca Populare di Verona à Vérone.
Il décède accidentellement le 28 novembre 1978, lors d'un voyage au Japon où il avait été accueilli comme un maître. Selon ses dernières volontés, il est inhumé dans la mausolée de la famille Brion à San Vito d'Altivole près de Trévise, dont il est l'auteur.
En 1984, le compositeur Luigi Nono lui a dédié la composition pour orchestre à microintervalles A Carlo Scarpa, Architetto, Ai suoi infiniti possibili.

## Œuvres principales

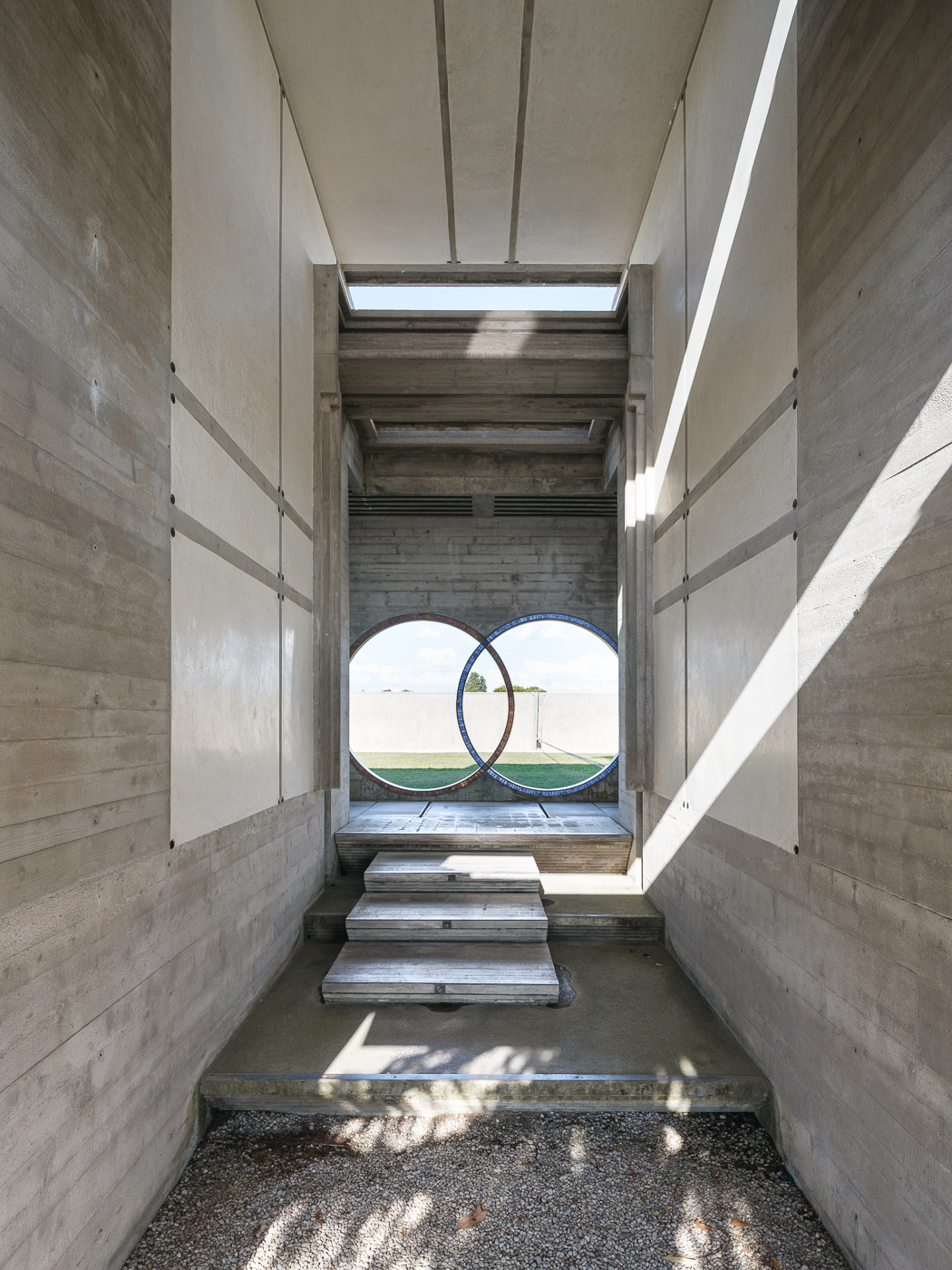
Tombe Brion à Altivole.

- Galeries de l'Académie de Venise, Venise, 1945
- Pavillon du livre de la Biennale, jardins du Castello, Venise, 1950
- Ca' Foscari, Venise, 1936 et 1955
- Palais Abatellis, Palerme, 1953
- Pavillon du Venezuela à la Biennale de Venise, 1954
- Gipsoteca Canoviana, Possagno, 1955
- Musée de Castelvecchio, Vérone, 1956
- Villa Veritti, Udine, 1956
- Quadreria du musée Correr, Venise, 1957
- Magasin Olivetti, place Saint-Marc, Venise, 1957
- Fondation Querini-Stampalia, Venise, 1961
- Magasin Gavina, Bologne, 1961
- Villa Zentner, Zurich, 1964
- Tombe Brion, San Vito d'Altivole, 1969
- Banca Populare, Vérone, 1973
- Stèle commémorative des victimes de l'attentat de la place de la Loggia du 28 mai 1974 à Brescia, 1976

## Distinction

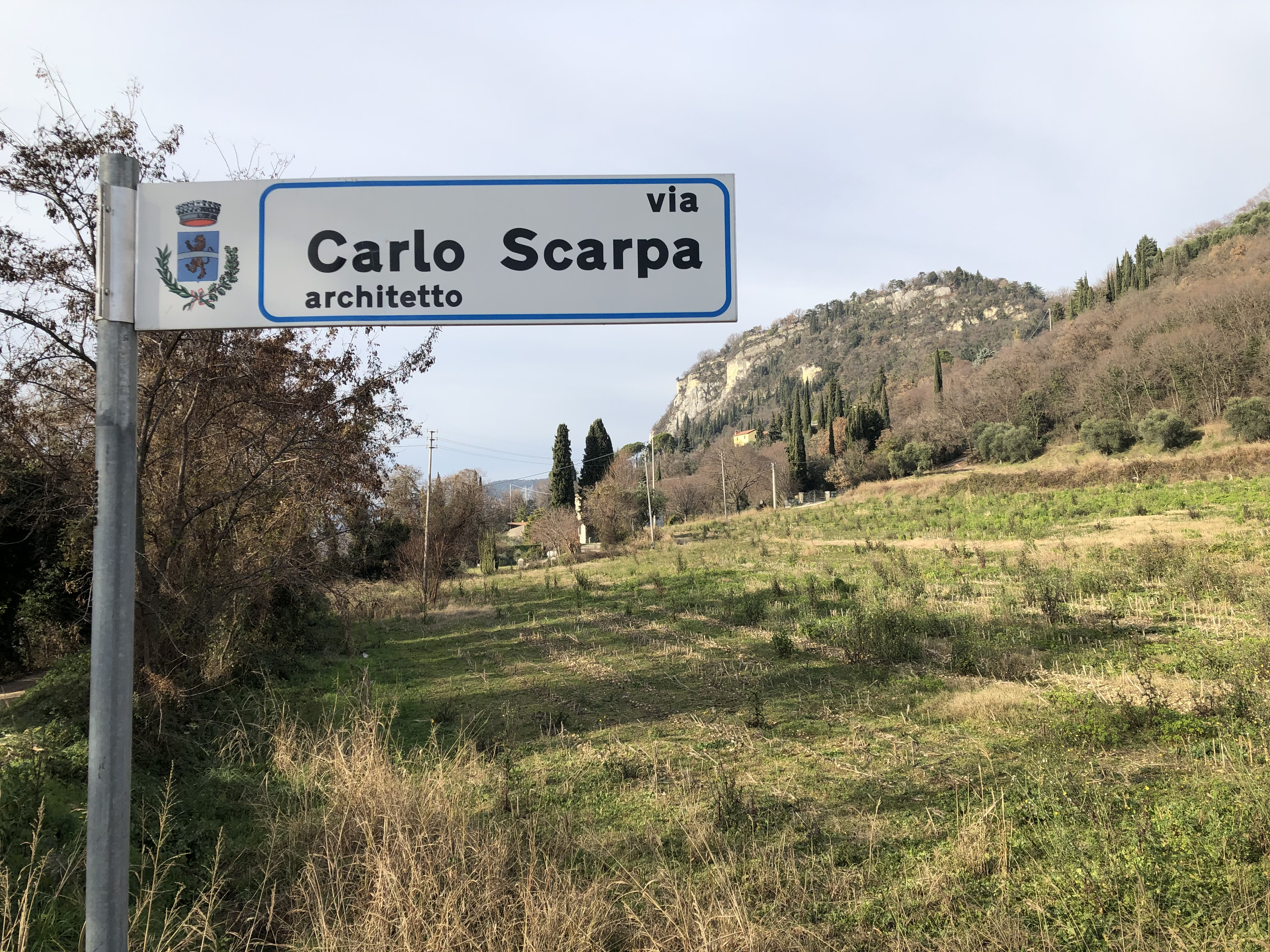
Via Carlo Scarpa à Bardolino.

- Peu de temps avant son décès, il est fait docteur honoris causa de la faculté d'architecture de Venise.

## Prix
- En 1956, prix Olivetti pour l'architecture, conjointement avec l'architecte Ludovico Quaroni
- En 1965, prix IN/Arch et médaille d'or pour l'art et la culture du ministère de l'Éducation nationale pour la reconversion du Castelvecchio en musée

## Publication
- L’art d’exposer, Zürich/Dijon, JRP|Ringier Kunstverlag/Les Presses du réel, avec l'Association des Amis de la Maison Rouge à Paris, 2012, 240 p.  (ISBN 978-3-03764-266-5)

## Source bibliographique
- Sergio Los (auteur) et Klaus Frahm (photographe) : Carlo Scarpa, Benedikt Taschen Verlag GmbH, 1993  (ISBN 3822894419)